# Dudleya traskae
Dudleya traskae är en fetbladsväxtart som först beskrevs av Joseph Nelson Rose, och fick sitt nu gällande namn av Reid Venable Moran. Dudleya traskae ingår i släktet Dudleya och familjen fetbladsväxter. Inga underarter finns listade i Catalogue of Life.